# Viévigne
Viévigne ist eine französische Gemeinde mit 252 Einwohnern (Stand 1. Januar 2022) im Département Côte-d’Or in der Region Bourgogne-Franche-Comté. Sie gehört zum Arrondissement Dijon und zum Kanton Saint-Apollinaire.

## Geographie
Der Fluss Bèze fließt westlich der Gemeinde. Umgeben wird Viévigne von den Gemeinden Lux und Bèze im Norden, von Noiron-sur-Bèze im Osten, von Beire-le-Châtel im Süden und von Flacey im Westen.

## Siehe auch

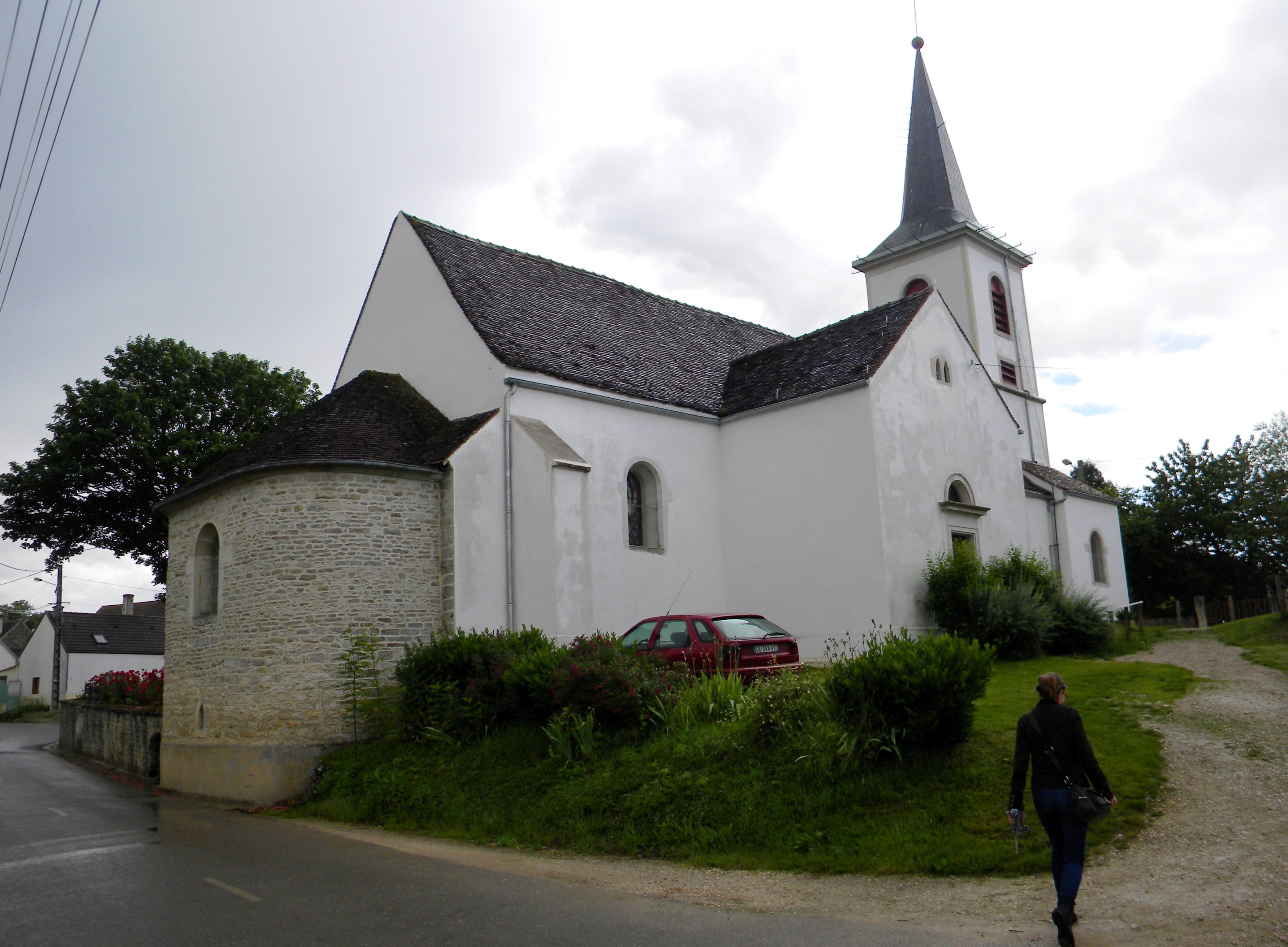
Kirche Mariä Geburt

## Bevölkerungsentwicklung
| Jahr                       | 1962 | 1968 | 1975 | 1982 | 1990 | 1999 | 2008 | 2013 | 2019 |
| Einwohner                  | 134  | 159  | 164  | 139  | 171  | 202  | 208  | 221  | 269  |
| Quellen: Cassini und INSEE |      |      |      |      |      |      |      |      |      |